# Sebastian Małkowski
Pour les articles homonymes, voir Malkowski.
Sebastian Małkowski, né le 2 mars 1987 à Tczew, est un joueur de football polonais. Il occupe actuellement le poste de gardien de but au Workshop Town, club de Northern Premier League.
Il a notamment joué pour Lechia Gdańsk et Zawisza Bydgoszcz, ainsi quant à Olimpia Sztum, Wisła Tczew et Bytovia Bytów. En 2015, il a émigré en Angleterre et a commencé à jouer au football amateur pour le Frickley Athletic, le Wombwell Town, Belper Town et Boston United.

## Biographie

### Carrière internationale
Après avoir commencé le football au Wisła Tczew, un des clubs de sa ville natale, Sebastian Małkowski part à l'Olimpia Sztum, avant d'être repéré par le Lechia Gdańsk en 2008. Intégré à l'équipe réserve dès son arrivée, il y passe presque deux ans, marqués par une grave blessure en début d'année 2010, avant de faire ses débuts en équipe première le 11 mai contre le GKS Bełchatów. La saison suivante, il s'installe sur le banc de touche, laissant Paweł Kapsa dans les cages. Malgré les bons résultats de l'équipe, mais après avoir reçu une claque par le Wisła Cracovie (2–5), l'entraîneur Tomasz Kafarski choisit de changer de gardien, et propulse l'inexpérimenté Małkowski dans les buts. Même si le club garde le même ratio en termes de buts encaissés, Małkowski est confirmé dans ses fonctions. Dans les cages de la quatrième meilleure équipe du championnat, le gardien profite des blessures de Wojciech Szczęsny et de Łukasz Fabiański pour être appelé pour la première fois en sélection, au mois de mars. Le 25, il fait ses débuts internationaux contre la Lituanie.

## Palmarès
Néant